# Joseph Alzin
Joseph Alzin (18 de diciembre de 1893 – 2 de septiembre de 1930) fue un levantador de pesas luxemburgués, que compitió en Juegos Olímpicos de 1920 y los Juegos Olímpicos de París 1924. Ganó la medalla de plata  en halterofilia de peso pesado (+82,5 kg) en los Juegos Olímpicos de 1920.